# ベネリM1
ベネリM1（スーペル90）は、イタリアのベネリ社が開発した、セミオートマチック式散弾銃である。

## 概要
ベネリM1は、高い信頼性とメンテナンス性を持つことで知られているセミオートマチック式散弾銃であり、法執行機関や軍隊、および民間用にいくつかのバージョンが製造されている。

## 特徴
最大の特徴は、ベネリ社が特許を持つ反動利用式システムを持つことであり、これによって動作不良が少なくなっているので、高い信頼性を確保している。標準的なモデルでは、機関部にアルミ合金を使っていることと、チューブマガジンを内蔵していることも特徴であり、そのほか、標準的なモデルでは普通の銃床かピストルグリップ状の銃床を持つ2種類が製造されている。
ベネリM1では、昔ながらのアイアンサイトやゴーストリンクサイトをはじめ、レーザーポインターやタクティカルライトを装着することが出来る。
従来のガス圧利用式では、適切に動かすためにより多くの装薬を必要としていたが、これに対してベネリM1に使われている反動利用式システムは、より少ない装薬で確実に作動し、発砲することが可能になっている。
ベネリM1の成功により、派生型としてベネリM2、ベネリM3、ベネリ M4 スーペル90が開発されている。

## 登場作品
『DENGEKI 電撃』
主人公のオーリン・ボイド巡査やヒンジズ本部長のほか、ボイドから本銃を受け取ったラトレル・ウォーカーが、終盤の麻薬工場での銃撃戦時に使用する。また、ウォーカーはズボンのベルトを使い、ベルトを引くことで引き金が引けるようにして、遮蔽物に隠れながら射撃するトリックショットを行う。
『プレデター2』
主人公のマイク・ハリガン警部補が、麻薬シンジケート構成員とプレデターに対して、ハンドガードを外しレーザーサイトを装着した、ピストルグリップのソードオフ型を使用する。